# Eupithecia cuneilineata
Eupithecia cuneilineata là một loài bướm đêm trong họ Geometridae.